# Augochlora plutax
Augochlora plutax är en biart som först beskrevs av Joseph Vachal 1911.  Augochlora plutax ingår i släktet Augochlora och familjen vägbin. Inga underarter finns listade.